# Linden (Wisconsin)
Linden és una població dels Estats Units a l'estat de Wisconsin. Segons el cens del 2000 tenia 615 habitants.

## Demografia
Segons el cens del 2000, Linden tenia 615 habitants, 223 habitatges, i 158 famílies. La densitat de població era de 308,4 habitants per km².
Dels 223 habitatges en un 42,6% hi vivien nens de menys de 18 anys, en un 55,6% hi vivien parelles casades, en un 10,3% dones solteres, i en un 29,1% no eren unitats familiars. En el 23,8% dels habitatges hi vivien persones soles el 9,9% de les quals corresponia a persones de 65 anys o més que vivien soles. El nombre mitjà de persones vivint en cada habitatge era de 2,76 i el nombre mitjà de persones que vivien en cada família era de 3,32.
Per edats la població es repartia de la següent manera: un 31,5% tenia menys de 18 anys, un 9,3% entre 18 i 24, un 34,5% entre 25 i 44, un 15,3% de 45 a 60 i un 9,4% 65 anys o més.
L'edat mediana era de 30 anys. Per cada 100 dones de 18 o més anys hi havia 100,5 homes.
La renda mediana per habitatge era de 35.833 $ i la renda mediana per família de 48.750 $. Els homes tenien una renda mediana de 29.250 $ mentre que les dones 20.938 $. La renda per capita de la població era de 16.331 $. Aproximadament el 6,8% de les famílies i el 8,8% de la població estaven per davall del llindar de pobresa.

## Poblacions properes
El següent diagrama mostra les poblacions més properes.